# Midila poppaea
Midila poppaea là một loài bướm đêm trong họ Crambidae.